# Dembo Jobarteh
Dembo Jobarteh (* 7. Juni 1976 in Kaiai; † 15. März 2008 in Serekunda-Faji Kunda) war ein Musiker und Jeli aus Gambia.
Er spielte auf dem westafrikanischen Instrument Kora, einer 21-saitigen Stegharfe. Später erlernte er, ein Neffe von Amadou Bansang Jobarteh, das Spielen auf einer Djembé und Balafon. 2001 wurde er Leiter der gambischen „Griot School of Music and Dance“ in Serekunda.
Dembo Jobarteh starb im März 2008 an einer chronischen Malaria.

## Diskografie
- 2000 Dembo
- 2001 Life
- 2002 Enjoy
- 2003 Listen All
- 2005 Gambia Banko
- 2007 Roots